# Haus Lohausen
Haus Lohausen (in alten Quellen auch Lohusen, Lohusin, Losen oder ähnlich) ist eine abgegangene, mittelalterliche Niederungsburg im Düsseldorfer Stadtteil Lohausen.

## Geschichte
Haus Lohausen war Stammsitz der Herren von Kalkum genannt Lohausen, einer Seitenlinie der Herren von Kalkum, die neben dem namensgebenden Haus Kalkum u. a. auch das in der Nachbarschaft von Haus Lohausen gelegene Haus Leuchtenberg besaßen. Die Familie der Herren von Kalkum genannt Lohausen blieb bis in das 19. Jahrhundert im Besitz des Hauses Lohausen.
1804 erwarb Heinrich Balthasar Lantz das Haus Lohausen zusammen mit Haus Leuchtenberg von Ferdinand Freiherr von Kalkum genannt Lohausen. 1805–1806 wurde die alte Burg niedergelegt und das Herrenhaus der Familie Lantz auf den Fundamenten der alten Wasserburg errichtet. Einziges Überbleibsel der Burganlage aus der Zeit der Niederlegung ist das noch heute vorhandene Torhaus (siehe Galerie). Um das neue Lantz’sche Herrenhaus herum legte die Familie Lantz den so genannten Lantz’schen Park an. Die Familie Lantz bewohnte die Anlage für fünf Generationen.
1972 erwarb die Stadt Düsseldorf das Anwesen. Seit 1978 ist der Park öffentlich zugänglich. Das Haus Lantz mit Kapelle und Park ist seit dem 29. Juli 1982 als Baudenkmal eingetragen. Nach neun Jahren Leerstand ist für das Herrenhaus seit 2018 eine Büronutzung mit Ausstellungsräumen vorgesehen.
Seit dem 12. April 1984 ist auch der Lohauser Hof (Lohauser Dorfstraße 53, 40474 Düsseldorf), das aus dem 19. Jahrhundert stammende Vorwerk des Hauses Lohausen, als Baudenkmal eingetragen. Der Lohauser Hof wird heute als Hotel bewirtschaftet.

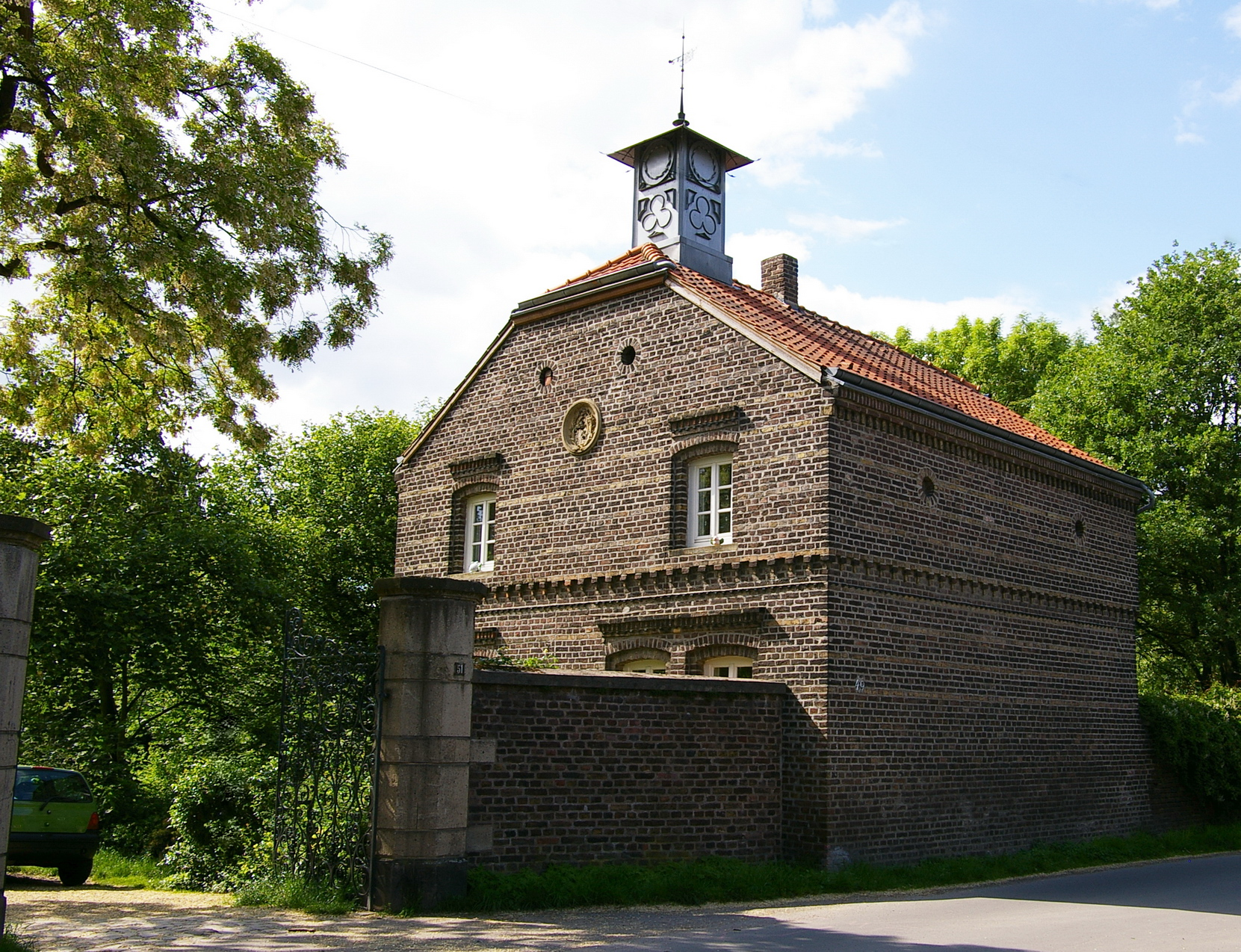
Lantz’scher Park – Torhaus
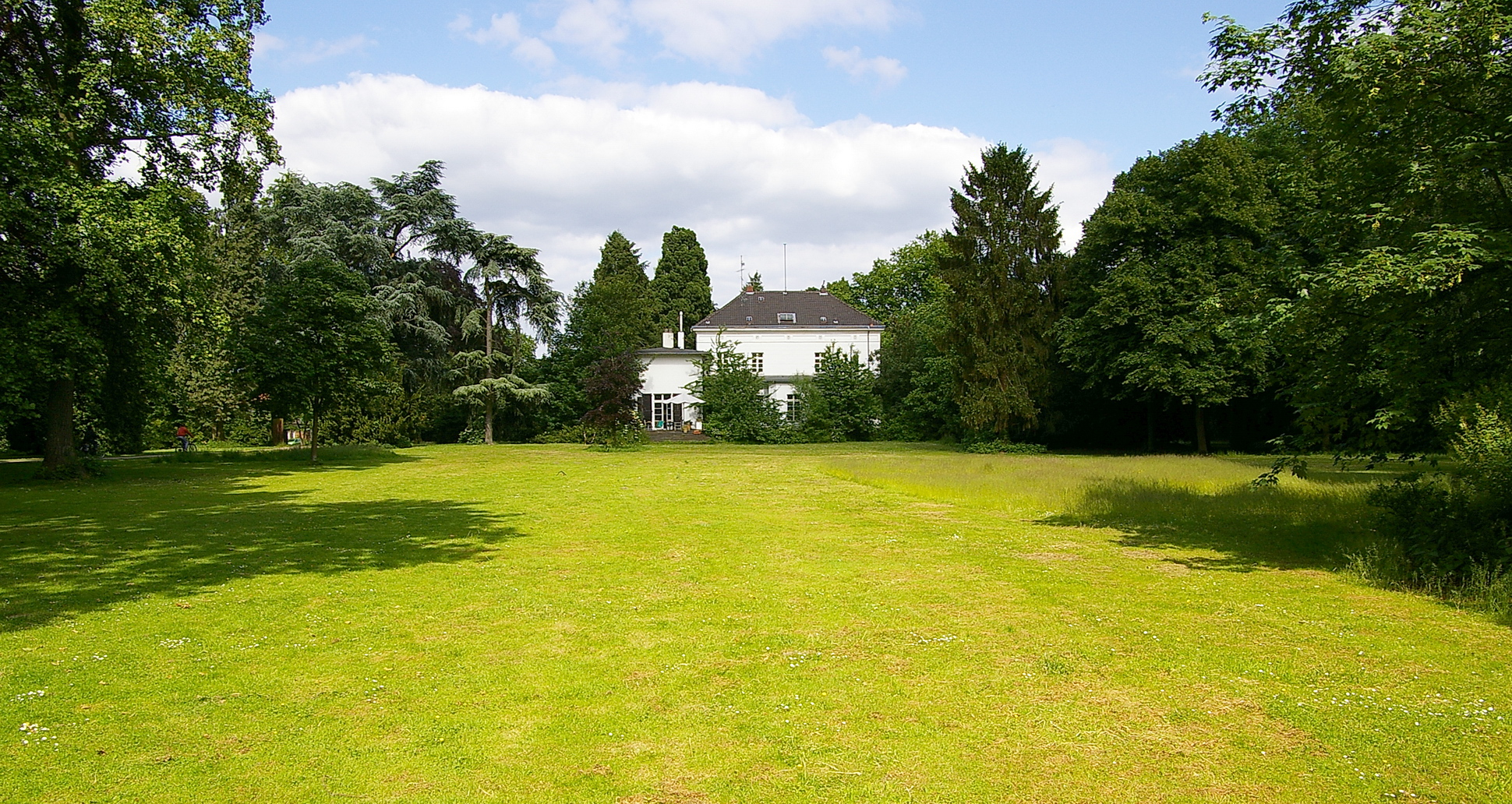
Anlage als englischer Garten, Blick von Westen auf das Herrenhaus
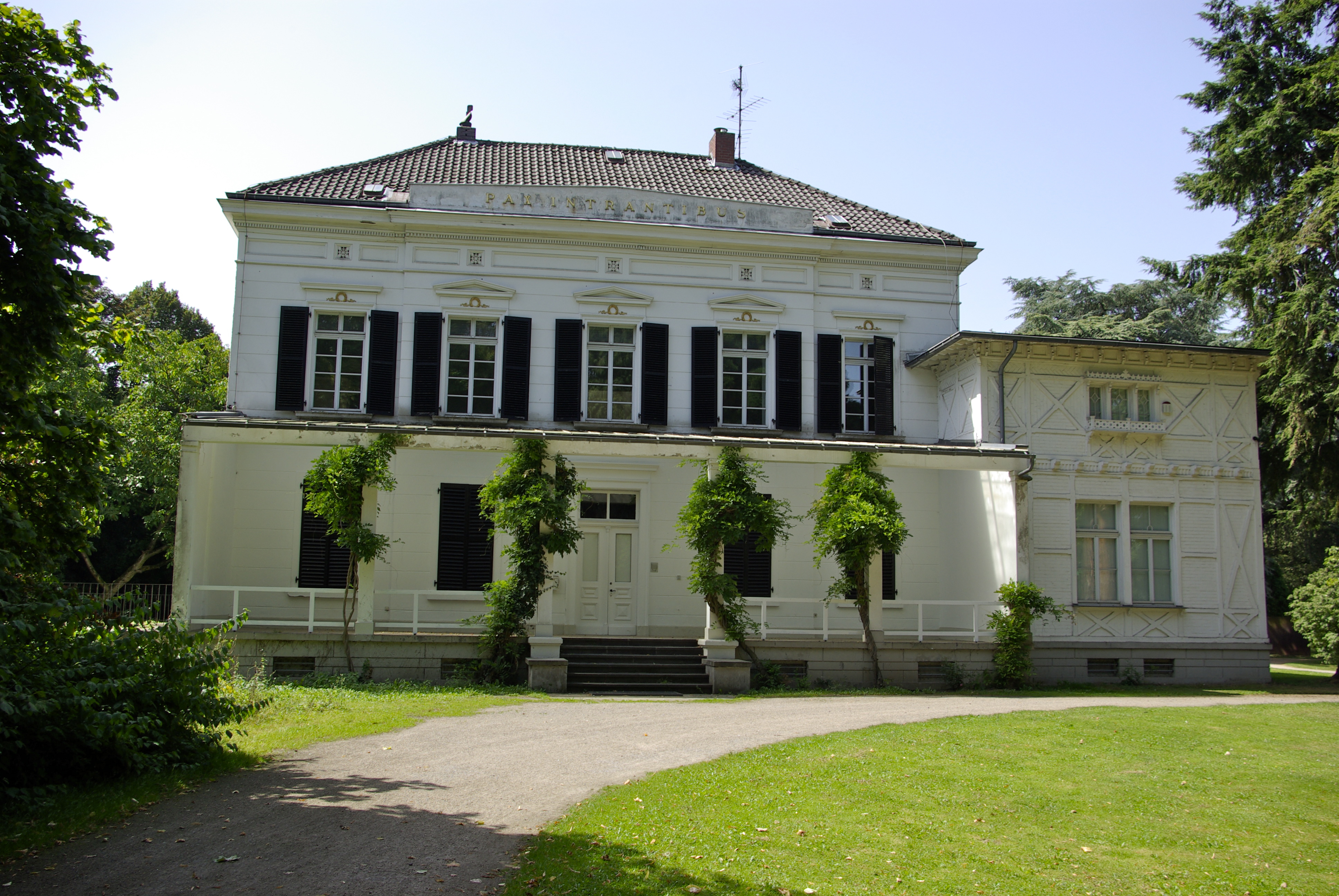
Herrenhaus-Ostseite